# Grabina (Strzegom)
Grabina (niem. Gräben) – dzielnica Strzegomia. Została do niego przyłączona po 1947 roku.

## Historia
Grabina powstała w XIII w. wzdłuż koryta Strzegomki i od 1255 r. jej dzieje nierozerwalnie wiążą się ze Strzegomiem. Często niszczona wylewami Strzegomki, a w 1640 r. podczas wojny trzydziestoletniej spalona przez żołnierzy szwedzkich, już w XVII w. dzieliła się na część miejską i ziemską.Od 1785 r. był tu młyn wodny, szkoła ewangelicka, w latach późniejszych wiatrak, gorzelnia i gospoda. W XIX w. powstała tu cukrownia a sama osada była jedną z najlepiej rozwijających się miejscowości w regionie, dzięki przemysłowi kamieniarskiemu i rolnictwu.

### AL Gräben

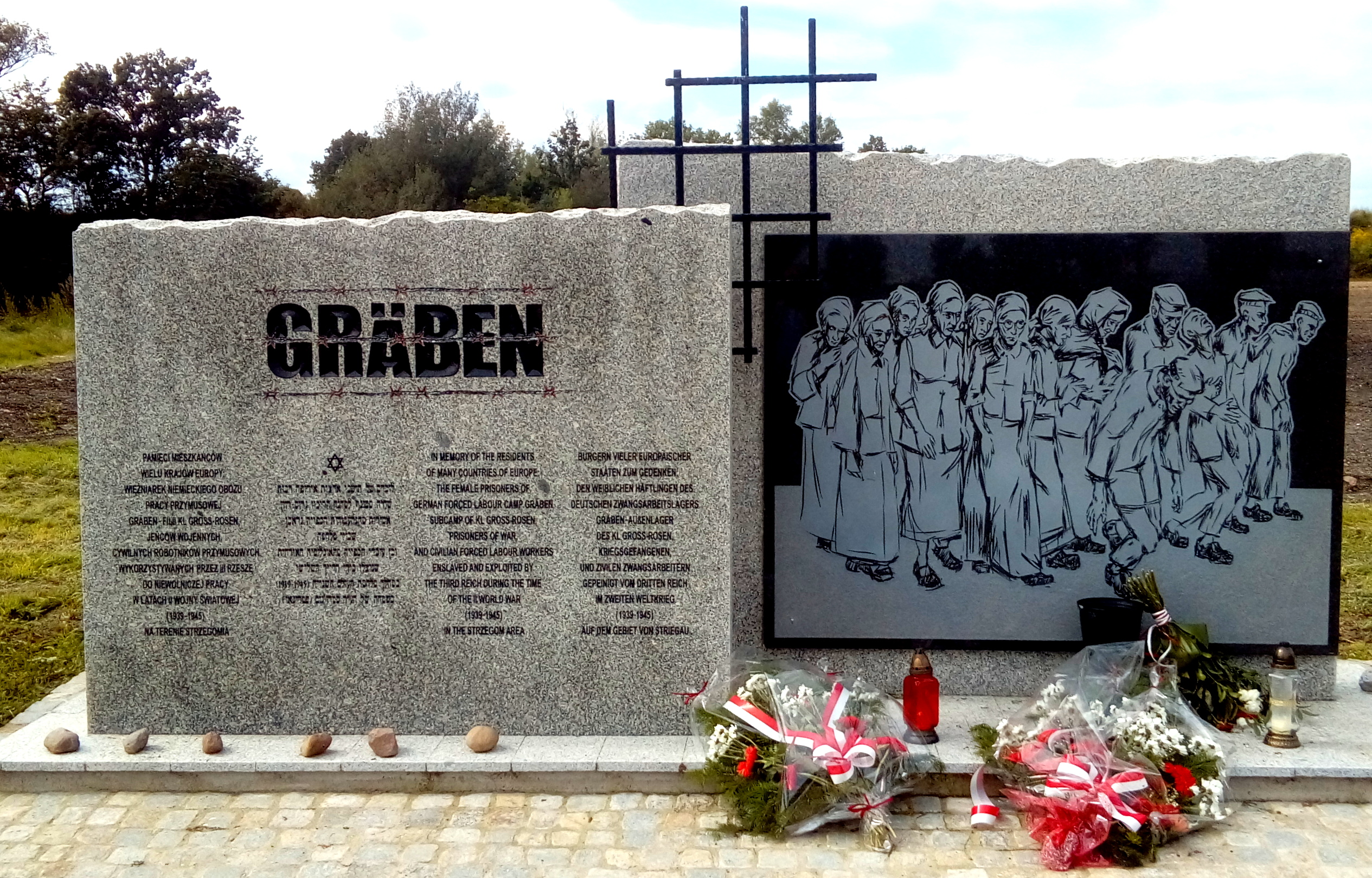
Pomnik Ofiar Niemieckiego Reżimu Nazistowskiego

W Grabinie w czasie II wojny światowej znajdował się obóz pracy przymusowej dla Żydówek, który u schyłku maja 1944 został podporządkowany niemieckiemu obozowi koncentracyjnemu Groß-Rosen jako jego filia i w takim charakterze istniał do lutego 1945. W filii tej przebywało 550 kobiet żydowskich, w większości obywatelek Polski. Pracowały w miejscowej roszarni. Po obozie zostały tylko relikty fundamentów bramy i fragment betonowej posadzki.

### Zabytki
Znajduje się tutaj nieczynny, zabytkowy dworzec kolejowy Grabina Śląska, murowano-szachulcowy, z 1909 r. z łącznikiem i magazynem spedycji kolejowej. Jest to zachowany kompletny zespół dworca kolejowego.